# Биркхайм
Биркхайм (нем. Birkheim) — община в Германии, в земле Рейнланд-Пфальц. 

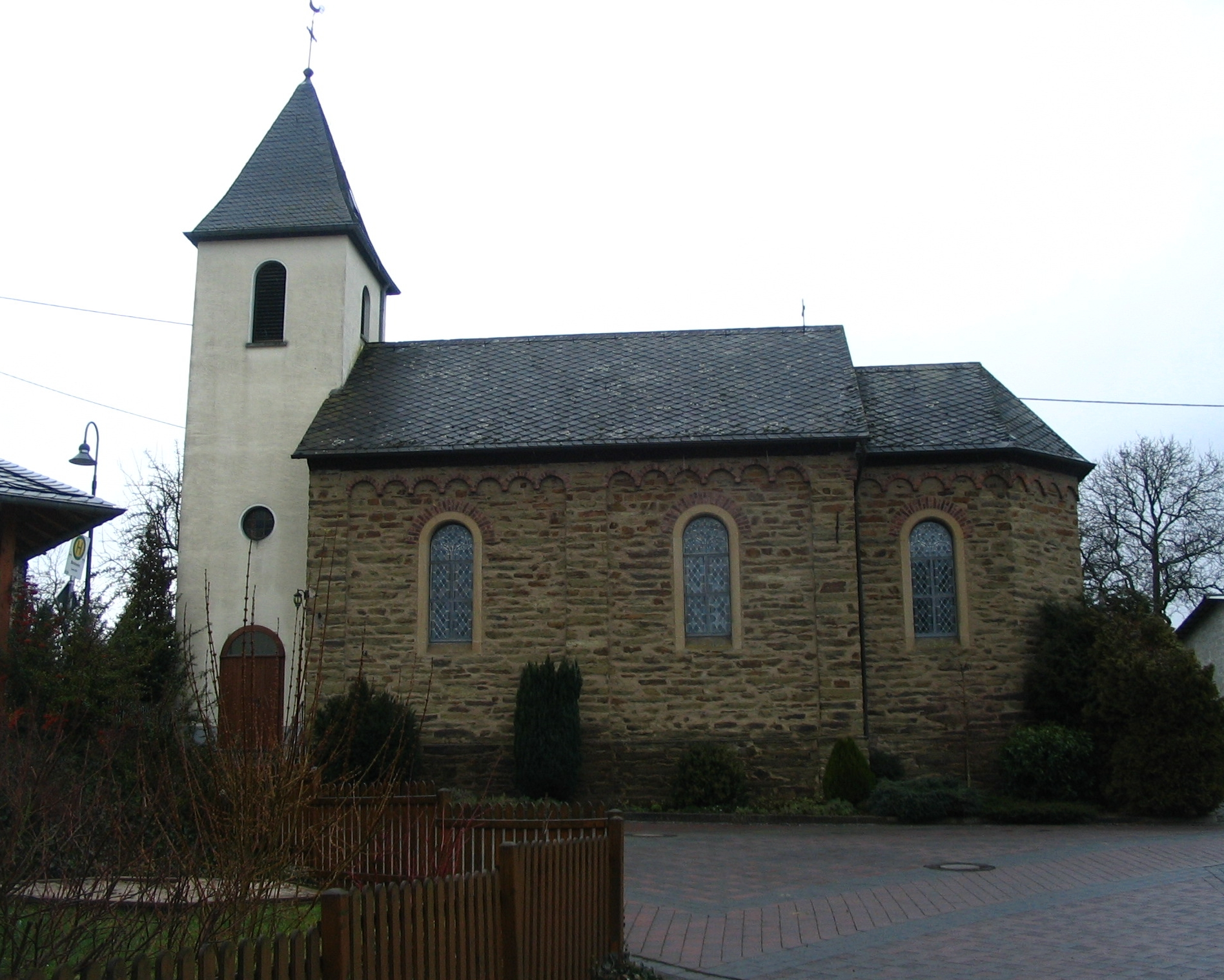
Церковь

Входит в состав района Рейн-Хунсрюк. Подчиняется управлению Эммельсхаузен.  Население составляет 146 человек (на 31 декабря 2010 года). Занимает площадь 2,3 км².